# 42985 Marsset
42985 Marsset este o planetă minoră (asteroid), cu un diametru de 10,697 km, din centura de asteroizi. A fost descoperită pe 4 octombrie 1999 la Stația Anderson Mesa de Lowell Observatory Near-Earth-Object Search și a fost numită după Michael Marsset⁠(d). 
Obiectul prezintă o orbită caracterizată de o semiaxă mare de 3,159942785094 UAi, o excentricitate de 0,1920266518938, o înclinație de 9,767096586911 ° în raport cu ecliptica.